# Stilicon
Stilicon Flavius (n. 359 - d. 408, Ravenna) a fost un general roman de rang înalt (magister militum).
Fiu al unui ofițer vandal din armata imperială, a luptat în serviciul lui Teodosiu I, care, în 395, în pragul morții, i-a încredințat pe fiii săi, Arcadius și Honorius. I-a oprit pe goții lui Alaric I, învingându-i la Polentia (402) și Verona (403). Originea lui barbară a atras dușmănia celor două curți imperiale. În 408 a fost acuzat de trădare și executat.